# آمنزیا: نزول تاریکی
امنژیا: نزول تاریکی (به انگلیسی: Amnesia: The Dark Descent) یک بازی ویدئویی در سبک ترس و بقا است که توسط فریکشنال گیمز ساخته شده و برای مایکروسافت ویندوز، مک اواس ده، لینوکس عرضه شده‌است. همچنین نسخه کالکشنی از مجموع سری آمنزیا (که حاوی آمنزیا: نزول تاریکی هم می‌باشد) برای کنسول پلی استیشن ۴ از تاریخ ۲۲ نوامبر ۲۰۱۶ به صورت دیجیتالی قابل دانلود خواهد بود. بازی داستان قهرمان اصلی، دنیل، را دنبال می‌کند که در یک قصر متروکه و تاریک به جستجو برمی‌خیزد تا خود را از مهلکه نجات دهد، در حالی که باید با انواع هیولاها و سایر خطرها دست به گریبان شده و معماهایی که بر سر راهش ایجاد می‌شوند را حل کند. بازی نقدهای بسیار مثبتی دریافت کرد و توانست دو جایزه از فستیوال بازی‌های مستقل دریافت نماید.
این بازی در آغاز تنها از طریق دانلود دیجیتال در دسترس بود اما بعداً، توسط ۱سی کامپنی در اروپای شرقی و تی‌اچ‌کیو در آمریکای شمالی برای خرده فروشی عرضه شد. مجموعه‌ای از پنج داستان کوتاه که در دنیای آمنزیا رخ می‌دهند توسط میکائل هدبرگ نوشته شده و تعدادی تصاویر مفهومی از آن نیز در دسترس است. موسیقی متن بازی برای خرید در دسترس قرار گرفته و یک محتوای رایگان به نام «جاستین»، که توسط طرفداران ساخته شده، نیز در کنار تعداد زیادی محتوا و داستان دیگر ایجاد شده توسط طرفداران، در دسترس هستند.

## گیم‌پلی
مانند بازی‌های قبلی سازنده، این بازی نیز یک بازی ماجراجویی است که از دید اول شخص دنبال می‌شود. از لحاظ فیزیک، بازی کم و بیش استانداردهای سری پنومبرا را حفظ کرده که این امکان را می‌دهد تا معماهای فیزیکی و واکنش‌هایی همچون باز و بسته کردن درب‌ها و تعمیر کردن ماشین‌ها انجام پذیرد. تعداد کمی از اشیاء در بازی هستند که توسط ضامن هدایت می‌شوند. برای مثال برای بازکردن درب‌ها بازیکن باید دکمه ماوس را پایین نگه داشته و ماوس را عقب (یا جلو) ببرد. همچنین با استفاده زا این امکان بازیکن می‌تواند مخفی‌کاری را در دستور کار قرار دهد و برای مثال به آرامی در را باز کرده و داخل اتاق را ببیند یا به آهستگی در را باز کرده و فرار کند. البته این موضوع می‌تواند به درماندگی و کندی شخصیت بازی منجر شود.
مکانیزم سلامتی شخصیت بازی به این صورت است که شاخص «تسلط» وی نیاز به مدیریت دارد. بیش از اندازه در تاریکی ماندن، مشاهده اتفاقات مغشوش‌کننده یا خیره شدن به هیولاها میزان تسلط دنیل را کم می‌کند که به توهمات دیداری و شنیداری منجر خواهد شد و این موضوع می‌تواند توجه هیولاها را به سوی او جلب کند. منابع روشنایی می‌توانند تسلط دنیل را به حالت پایدار خود برسانند. اگر این منایع در دسترس نباشند، دنیل می‌تواند از نوعی آتش‌زنه برای برافروختن شمع‌ها و مشعل‌های اطراف محیط استفاده کند یا نوعی فانوس نفتی، که در آغاز بازی پیدا کرده، را روشن نماید. البته تعداد آتش‌زنه‌ها و منابع نفت در بازی محدود هستند و حضور در پیرامون منابع روشنایی می‌تواند هیولاها را زودتر متوجه دنیل کند. به همین دلیل بازیکن باید بین زمان‌هایی که در تاریکی و روشنایی می‌گذراند تعادل ایجاد کند. تسلط شخصیت بازی زمانی که هدفی را با موفقیت به انجام رسانده یا در بازی پیشرفت کند، به‌طور کامل بازیابی می‌شود. راه دیگر برای بازگشت تسلط دنیل این است که او را در ترس خود رها کنید تا کم‌کم این شاخص بازیابی شود که البته، در این شرایط او بسیار آسیب‌پذیر خواهد بود.
اگر هیولایی دنیل را شناسایی کند، او را تا زمانی که از محدوده دیدش خارج شود تعقیب می‌کند. در صورت شناسایی توسط هیولاها دنیل باید بگریزد چرا که آمنزیا اجازه دسترسی به هیچ نوع سلاحی را به بازیکن نمی‌دهد. در این شرایط او باید مکانی برای مخفی شدن پیدا کند یا درب‌ها را با سنگ، صندلی یا سایر اشیاء مسدود نماید. با این حال هیولاها می‌توانند در را بشکنند و در این این حالت، زمانی که شکار خود را پیدا کنند، بسیار سریع‌تر خواهند بود. بازیکن می‌تواند دنیل را در تاریکی مخفی کند که در این صورت باید سقوط شاخص تسلط را تحمل کنند. هیولاهایی که یک‌بار دنیل را شناسایی کنند، برای مدتی به دنبال او خواهند گشت اما چند لحظه بعد از این کار دست کشیده و ناپدید می‌شوند.

## بازتاب‌ها
| گردآورنده  | امتیاز |
| ---------- | ------ |
| گیم‌رنکینگز | ۸۶٫۱۰٪ |
| متاکریتیک  | ۸۵/۱۰۰ |

| ناشر                   | امتیاز  |
| ---------------------- | ------- |
| Adventure ادونچر گیمرز | [ ۱۳ ]  |
| یوروگیمر               | ۸/۱۰    |
| گیم اینفورمر           | ۹٫۲۵/۱۰ |
| آی‌جی‌ان                 | ۸٫۵/۱۰  |
| پی‌سی گیمر (بریتانیا)   | ۸۸٪     |
| اینگرومانیا            | ۸/۱۰    |

آمنزیا: نزول تاریکی در نقدها برای ایجاد جوی شوم و به‌کارگیری موفق ویژگی‌های ترسناک تحسین شد. «جان واکر» نقدکننده وبسایت راک، پیپر، شاتگان می‌نویسد «من فکر می‌کنم مشکلی نباشد اگر بنویسم آمنزیا بهترین بازی موفق ترسناکی است که تاکنون ساخته شده.» ایکس-پلی آمنزیا را در فهرست ده بازی برتر رایانه‌های شخصی خود قرار داد و نوشت "بسیاری بازی هستند که تنها نام "ترسناک" را با خود به همراه دارند اما این یکی شوخی نیست. شما در این بازی بهت‌زده و سراسیمه خواهید شد و [از شدت ترس] به گریه خواهید افتاد." بن 'یاتزی' کروشاو، نقدکننده زیرو پانکچوئیشن، ویژگی‌هایس ترسناک بازی را تحسین نمود و نتیجه‌گیری کرد که "بازی عالی نیست اما می‌تواند شما را بترساند."
فروش هفته اول بازی فریکشینال گیمز را آشفته ساخت، اما پس از مدتی این روند تغییر کرد و بازی توانست تقریباً پس از یک ماه فروش، تمام هزینه‌های بازی از زمان اکتبر ۲۰۱۰ را جبران کند. در اوایل ژانویه ۲۰۱۱ سازنده اعلام کرد که حدود ۲۰۰٬۰۰۰ نسخه از بازی به فروش رفته‌است. آن‌ها اعلام کردند «این اتفاق، اطمینان ما را نسبت به رایانه‌های شخصی جلب کرد.» (زیرا بازی به صورت انحصاری فقط برای رایانه‌های ضخصی عرضه شد) بازی همچنان به فروش خوب خود ادامه می‌داد تا در ژولای ۲۰۱۱ به آمار فروش ۳۵۰٬۰۰۰ نسخه دست پیدا کند. در فستیوال بازی‌های مستقل ۲۰۱۱، آمنزیا دو جایزه در بخش‌های «صدای ممتاز» و «کیفیت فنی ممتاز» را همراه با جایزه بصری «دارکت۲درایو» دریافت کرد و توانست مبلغ ۱۰۰۰۰ دلار جایزه دریافت کند.
پس از عرضه آمنزیا، سازندگان اعلام کردند که حدود ۳۹۲٬۱۰۲ نسخه از بازی به فروش رسیده و ماهانه ۶۰۰۰ نسخه به این تعداد افزوده می‌شود. آن‌ها همچنان میزان سودی که از هر سکو (پلتفرم) بدست آمده را اعلام رسمی‌کردند (که با استفاده از آمار فروش آنلاین بازی بدست آمد). در این آمار %۷۰ سود بازی از نسخه ویندوز آن حاصل شده بود و پلتفرم‌های مک او اس ده با %۱۵ و لینوکس با %۱۵، مشترکاً در رده دوم قرار گرفتند. فریکشینال گیمز همچنین این نکته را یادآور شد که نسخه لینوکس بازی تنها از فروشگاه سایت بازی قابل خریدن بوده در حالی که نسخه‌های ویندوز و مک بازی از منابع دیگری نیز قابل تهیه بوده‌است. در سپتامبر ۲۰۱۲، آمار فروش بازی به ۱٫۴ میلیون نسخه رسید.

## دنباله
یک دنباله به نام آمنزیا: ماشینی برای خوک‌ها در ۱۰ سپتامبر ۲۰۱۳ عرضه شد که ارتباطی با داستان نسخه اصلی نداشت. این بازی توسط د چاینیس روم ساخته شد و فریکشینال گیمز آن را منتشر کرد. سازنده بازی، د چاینیس روم، با ساخت ماد استر عزیز به شهرت رسید. بازی که بعداً به عنوان یک بازی مستقل عرضه شد و نقدهای مثبتی دریافت کرد. دن پینچبک، نویسنده د چاینیس روم، اذعان کرده نسخه جدید آمنزیا «یک دنباله واقعی نیست، در حقیقت داستان بازی ارتباطی با داستان نسخه اصلی ندارد. بازی شخصیت‌های متفاوتی دارد. داستان بازی یک تاریخ جایگزین را در همین جهان دنبال می‌کند.»